# Madchester
Madchester är en term för att beskriva den alternativa musikscen som växte fram i trakten av Manchester, England i slutet av 1980- och början på 1990-talet. Musiken var en blandning av indiepop, psykedelisk musik och dance/acid house. Tidsepoken var också präglad av både rave-/housepartyn och ecstasy var "det nya stora". Mycket av Madchester-kulturen kretsade kring New Orders/Factory Records legendariska nattklubb The Haçienda.
Centrala Madchesterartister var bland andra rockbanden Happy Mondays, Stone Roses, The Charlatans, Inspiral Carpets och James, samt elektroniska dansakter som 808 State och A Guy Called Gerald.
Madchester-epoken dog ut i mitten av 1990-talet, dels på grund av en kreativ stagnation, dels på grund av de gängbråk och drogproblem som orsakade The Haçiendas stängning och i förlängningen Factory Records konkurs, vilket finansiellt och organisatorisk slog hårt mot Madchester-rörelsen.

## Viktiga Madchester-inspelningar
| Månad     | Artist                    | Titel                                    | Notering                       | Listplac. (UK) |
| --------- | ------------------------- | ---------------------------------------- | ------------------------------ | -------------- |
| okt 1988  | The Stone Roses           | Elephant Stone                           | Singel, Silvertone             | n/a            |
| okt 1988  | Happy Mondays             | Wrote for Luck                           | Singel, Factory                | n/a            |
| nov 1988  | A Guy Called Gerald       | Voodoo Ray                               | Singel, Rham Records           | 12             |
| nov 1988  | Happy Mondays             | Bummed                                   | Album, Factory                 | 59             |
| feb 1989  | The Stone Roses           | Made of Stone                            | Singel, Silvertone             | n/a            |
| mars 1989 | The Stone Roses           | The Stone Roses                          | Album, Silvertone              | 14             |
| juni 1989 | James                     | Sit Down                                 | Singel, Rough Trade            | 77             |
| juli 1989 | The Stone Roses           | She Bangs the Drums                      | Singel, Silvertone             | 36             |
| aug 1989  | Inspiral Carpets          | Find Out Why                             | Singel, Cow Records            | n/a            |
| sep 1989  | Happy Mondays             | WFL (Vince Clarke Remix)                 | Singel, Factory                | 68             |
| nov 1989  | 808 State                 | Pacific                                  | Singel, ZTT Records            | 10             |
| nov 1989  | Happy Mondays             | Madchester Rave On                       | EP, Factory                    | 19             |
| nov 1989  | The Stone Roses           | Fools Gold/What the World is Waiting For | Singel, Silvertone             | 8              |
| nov 1989  | Inspiral Carpets          | Move                                     | Singel, Cow Records            | n/a            |
| jan 1990  | The Charlatans            | Indian Rope                              | Singel, Dead Dead Good Records | 57             |
| mars 1990 | Happy Mondays             | Step On                                  | Singel, Factory                | 5              |
| apr 1990  | Happy Mondays             | Pills 'n' Thrills and Bellyaches         | Album, Factory                 | 4              |
| apr 1990  | Inspiral Carpets          | Life                                     | Album, Mute Records            | 2              |
| maj 1990  | The Charlatans            | The Only One I Know                      | Singel, Situation Two          | 9              |
| maj 1990  | Happy Mondays             | Kinky Afro                               | Singel, Factory                | 5              |
| maj 1990  | Inspiral Carpets          | This Is How It Feels                     | Singel, Mute Records           | 14             |
| juni 1990 | James                     | Come Home (återinspelning)               | Singel, Fontana Records        | 32             |
| juni 1990 | James                     | Gold Mother                              | Album, Fontana Records         | 9              |
| juni 1990 | MC Tunes versus 808 State | The Only Rhyme That Bytes                | Singel, ZTT Records            | 10             |
| juni 1990 | The Stone Roses           | One Love                                 | Singel, Silvertone             | 4              |
| okt 1990  | 808 State                 | Cubik/Olympic                            | Singel, ZTT Records            | 10             |
| okt 1990  | The Charlatans            | Some Friendly                            | Album, Situation Two           | 1              |
| feb 1991  | 808 State                 | In Yer Face                              | Singel, ZTT Records            | 9              |
| mars 1991 | James                     | Sit Down (re-recording)                  | Singel, Fontana Records        | 2              |
| sep 1992  | Happy Mondays             | Yes Please!                              | Album, Factory                 | 14             |